# تو هاربرز (کالیفرنیا)
تو هاربرز (به انگلیسی: Two Harbors) یک منطقهٔ مسکونی در ایالات متحده آمریکا است که در کالیفرنیا واقع شده‌است. تو هاربرز ۲۹۸ نفر جمعیت دارد.